# Hassan Al-Haydos
Hassan Al-Haidos (Doha, 11 de dezembro de 1990) é um futebolista profissional quatari que atua como atacante pelo Al Sadd.

## Carreira
Al-Haidos é um dos grandes nomes do futebol quatari, começou a carreira em 2006 pelo Al Sadd onde profissionalizou-se e atua até hoje, sendo um dos maiores artilheiros do clube.
Possui diversos títulos nacionais e uma AFC Champions League de 2011 pelo Al-Sadd.

## Seleção nacional
Hassan Al-Haidos é um dos símbolos nacionais, e o principal atleta nascido no país. Representou a Seleção Qatariana de Futebol na Copa da Ásia de 2011,2015  e 2019, na qual sagrou-se campeão.

## Títulos
Al-Saad SC
- Liga dos Campeões da AFC: 2011
- Qatar Stars League: 2006–07, 2012–13, 2018–19, 2020–21 e 2021–22
- Copa do Príncipe da Coroa do Catar: 2007, 2008 e 2017
- Copa do Emir do Catar: 2007, 2014, 2015, 2017 e 2020
- Supercopa do Catar: 2007, 2014, 2017 e 2019
- Copa das Estrelas do Catar: 2010

Seleção do Catar
- Copa da Ásia: 2019 e 2023

### Prêmios individuais
- Seleção da Copa da Ásia: 2023